# Liste der denkmalgeschützten Objekte in Reisenberg
Die Liste der denkmalgeschützten Objekte in Reisenberg enthält die 8 denkmalgeschützten, unbeweglichen Objekte der Gemeinde Reisenberg im niederösterreichischen Bezirk Baden.

## Denkmäler
| Foto |                 | Denkmal                                                                                   | Standort                                                           | Beschreibung | Metadaten |
| ---- | --------------- | ----------------------------------------------------------------------------------------- | ------------------------------------------------------------------ | --- | --- |
| ja   | Datei hochladen | Nepomukkapelle, Schuchkapelle HERIS-ID: 65933 Objekt-ID: 78802                            | bei Bäckergasse 1 Standort KG: Reisenberg                          | Die auf den hl. Johannes Nepomuk geweihte Kapelle wird auf die Zeit um 1780 datiert. | BDA-Hist.: Q38112047 Status: § 2a Stand der BDA-Liste: 2025-06-30 Name: Nepomukkapelle, Schuchkapelle GstNr.: 1850 Reisenberg Schuchkapelle                          |
| ja   | Datei hochladen | Figurenbildstock hl. Florian HERIS-ID: 65935 Objekt-ID: 78804                             | bei Florianigasse 21 Standort KG: Reisenberg                       | Die 1886 geschaffene Statue des hl. Florian wurde 1978/1979 ergänzt und auf einem neuen Pfeiler an den heutigen Standort versetzt. | BDA-Hist.: Q38112065 Status: § 2a Stand der BDA-Liste: 2025-06-30 Name: Figurenbildstock hl. Florian GstNr.: 1849/1                                                  |
| ja   | Datei hochladen | Kriegerdenkmal HERIS-ID: 65932 Objekt-ID: 78801                                           | Heldenplatz 15, östlich auf der Grünfläche Standort KG: Reisenberg | Das Denkmal wurde 1925/26 errichtet und enthält die Statue eines knienden Soldaten sowie Gedenktafeln. | BDA-Hist.: Q38112036 Status: § 2a Stand der BDA-Liste: 2025-06-30 Name: Kriegerdenkmal GstNr.: 1849/1 Kriegerdenkmal, Reisenberg                                     |
| ja   | Datei hochladen | Dreifaltigkeitssäule HERIS-ID: 65875 Objekt-ID: 78744                                     | Hauptplatz 17, nördlich auf der Grünfläche Standort KG: Reisenberg | Die Gnadenstuhlgruppe auf toskanischer Säule wurde 1819 errichtet. | BDA-Hist.: Q38111892 Status: § 2a Stand der BDA-Liste: 2025-06-30 Name: Dreifaltigkeitssäule GstNr.: 1854/1 Dreifaltigkeitssäule, Reisenberg                         |
| ja   | Datei hochladen | Kath. Pfarrkirche hl. Pankratius, Wehrmauer und Friedhof HERIS-ID: 50474 Objekt-ID: 55490 | Kirchengasse Standort KG: Reisenberg                               | Im Kern romanisch-gotische ehemalige Wehrkirche mit vorgestelltem Westturm, heute durch Barockisierung von 1703 geprägt. Außen an der Kirche etliche Grabdenkmäler, im Inneren großer barocker Hochaltar. Im Jahr 2016 erhielt die Kirche drei neue Glocken in den Tonlagen cis 2, h 1, gis 1. | BDA-Hist.: Q38040298 Status: § 2a Stand der BDA-Liste: 2025-06-30 Name: Kath. Pfarrkirche hl. Pankratius, Wehrmauer und Friedhof GstNr.: 108 Pfarrkirche, Reisenberg |
| ja   | Datei hochladen | Hausberg Goldberg HERIS-ID: 44245 Objekt-ID: 45003                                        | Kirchengasse 11, bei Standort KG: Reisenberg                       | Der Goldberg ist der Hausberg von Reisenberg. Archäologische Funde wie ein Grab aus der Latènezeit und römische Münzen belegen, dass das Areal bereits von den Kelten und später von den Römern genutzt wurde. Ab Mitte des 12. Jahrhunderts gibt es Hinweise auf einen befestigten Ansitz, der bis in die Zeit um 1300 Bestand hatte. Die inmitten der Hausberganlage errichtete mittelalterliche Wehrkirche wurde später barockisiert und zur Pfarrkirche erhoben. | BDA-Hist.: Q38007752 Status: Bescheid Stand der BDA-Liste: 2025-06-30 Name: Hausberg Goldberg GstNr.: 108, 1849/1                                                    |
| ja   | Datei hochladen | Mariensäule HERIS-ID: 65937 Objekt-ID: 78806 marterl.at: 10708                            | gegenüber Reisenberger Straße 1 Standort KG: Reisenberg            | Die barocke Marienstatue auf Pfeiler wurde 1945 hier aufgestellt und ersetzte eine kriegszerstörte Nepomukstatue. Sie befindet sich bei der Brücke über die Fischa im Ortsteil Neu-Reisenberg. | BDA-Hist.: Q38112075 Status: § 2a Stand der BDA-Liste: 2025-06-30 Name: Mariensäule GstNr.: 1856/3 Mariensäule Reisenberg                                            |
| ja   | Datei hochladen | Weinbergkapelle, Plesslkapelle, Kapelle zum Roten Kreuz HERIS-ID: 65928 Objekt-ID: 78797  | Standort KG: Reisenberg                                            | Barocker Schweifgiebelbau aus der 2. Hälfte des 18. Jahrhunderts nördlich außerhalb des Ortes. | BDA-Hist.: Q38112006 Status: § 2a Stand der BDA-Liste: 2025-06-30 Name: Weinbergkapelle, Plesslkapelle, Kapelle zum Roten Kreuz GstNr.: 1768                         |